# Robert Enrico
Robert Enrico (Liévin, 1931. április 13. – Párizs, 2001. február 23.) francia filmrendező, forgatókönyvíró.

## Életpályája
Toulonban nőtt fel, ahol szüleinek kerékpárboltja volt. 1949–1951 között Párizsban a Filmművészeti Főiskola (IDHEC) hallgatója, a Sorbonne színjátszóinak rendezőasszisztense volt. Diplomája megszerzése után mint riporter és rendezőasszisztens dolgozott a televízióban. 1956–1959 között katonai szolgálatot teljesített, valamint a Hadsereg Film munkatársa volt. Az 1973-as cannes-i filmfesztivál zsűritagja volt. 1976–1986 között a Filmművészeti és Filmtechnikai Akadémia elnöke volt.

### Munkássága
Pályafutását rövid alkotásokkal kezdte. Az 1960-as tours-i fesztiválon díjat nyert, de a figyelem igazán akkor terelődött rá, amikor Ambrose Bierce amerikai író elbeszélése nyomán készült Bagoly folyó (1962) című kis remekével ismét Tours díját vitte el. 1963-ban Az élet szívének című filmjével San Sebastian-díjat nyert. Egy évvel később Jean Vigo-díjjal tüntették ki A szép élet című filmjét. A sikerek megnyitották számára az utat a normálterjedelmű filmek felé. Ezek az alkotások azonban már magukon viselik a kommerciális szemlélet jegyeit és a művész korábbi erényeiből csupán a biztos szakmai tudást tükrözik.

## Filmjei
- Jehanne (1956)
- Bagoly folyó (1962)
- Az élet szívének (Au cœur de la vie) (1963)
- A szép élet (La belle vie) (1963)
- Ellenpont (Contre point) (1964)
- A kísértet járandósága (La redevance du fantôme) (1965)
- Kalandorok (1967)
- Az autóversenyző (1968)
- Zita néni (Tante Zita) (1968)
- Rum bulvár (1971)
- A bosszú (1975)
- Vörös zóna (1986)
- A francia forradalom I.-II. (1989)
- Keleti szél (1993)

## Díja
- Arany Pálma-díj (1962) Bagoly folyó
- San Sebastian-díj (1963) Az élet szívének
- Jean Vigo-díj (1964) A szép élet
- César-díj a legjobb filmnek (1976) A bosszú